# Maria Jacobini
Maria Jacobini (Roma, 17 febbraio 1892 – Roma, 20 novembre 1944) è stata un'attrice italiana.

## Biografia
Proveniva da una nobile famiglia romana che annoverava fra i suoi membri due cardinali, Angelo e Ludovico, segretario di Stato di Leone XIII, e Camillo, ministro dei lavori pubblici nel 1854, sotto Pio IX.  La Jacobini ebbe due sorelle, ambedue come lei attrici, Bianca la maggiore, che interruppe la carriera dopo soli quattro film, e la minore Diomira. Si avvicinò da adolescente agli ambienti teatrali, frequentando i corsi dell'Accademia di Arte Drammatica, seguendo le lezioni di Virginia Marini e di Eduardo Boutet.
Subito dopo il diploma iniziò la sua carriera professionale nella Compagnia di Cesare Dondini jr., in parti secondarie, ma dando subito prova del suo naturale talento drammatico.
È seppellita presso il cimitero del Verano insieme a sua sorella Diomira.

## Il cinema muto

Maria Jacobini nel 1913

Notata da Ugo Falena, direttore artistico della casa di produzione Film d'Arte Italiana, ricevette la prima offerta di lavoro nel cinema muto. Il primo film che la vide davanti alla macchina da presa fu Beatrice Cenci del 1910, ma il suo primo ruolo importante lo ottenne due anni più tardi con Cesare Borgia. Fu l'inizio di una grande attività di attrice cinematografica che la vide diventare una delle maggiori interpreti femminili del cinema italiano dell'epoca.
Nel 1912 venne scritturata dalla Savoia Film di Torino, casa nella quale interpretò numerosi film da protagonista, molti dei quali in coppia con Dillo Lombardi. Nella città piemontese conobbe Nino Oxilia, che la diresse in molti film e al quale si legò sentimentalmente.
Nel 1913 Maria Jacobini interpretò il ruolo di Giovanna d'Arco nell'omonimo film diretto per la Savoia Film da Ubaldo M. Del Colle e Nino Oxilia: si trattò del primo lungometraggio sulla Pulzella della storia del cinema mondiale. Il film ottenne uno straordinario successo negli Stati Uniti, dove fu distribuito nel 1914 insieme con In hoc signo vinces!, pellicola a carattere religioso interpretata sempre dalla Jacobini per la regia di Oxilia, realizzata in occasione del sedicesimo centenario dell'Editto di Costantino e approvata dal papa. Negli USA. il successo della pellicola Giovanna d'Arco con Maria Jacobini (contemporaneo a quello di un'altra produzione torinese: Cabiria di Gabriele d'Annunzio e Giovanni Pastrone, della concorrente Itala Film) fu anche dovuto all'estrema popolarità del personaggio di Giovanna d'Arco che in USA era considerata una sorta di patrona nazionale ed emblema per l'emancipazionismo femminile. Eccezionali elogi ottenne inoltre l'interpretazione della Jacobini, giovane attrice appartenente alla nobiltà romana vicina alte gerarchie vaticane (nel 1920 il papa che proclamò la santità di Giovanna d'Arco, Benedetto XV, era cognato di Eugenia Jacobini, nipote del cardinale Angelo Jacobini e quindi parente di Maria).
In seguito passò ad altre case come la Pasquali Film, la Celio Film, la Tiber Film. Nel 1918 girò a Torino, con la casa di produzione Itala Film un'altra versione di Addio giovinezza!, in omaggio agli autori Camasio e Oxilia (quest'ultimo caduto sul fronte l'anno prima e che la Jacobini doveva sposare), che ebbe grande successo nelle sale dell'epoca.
Nel 1920 fu ingaggiata come «prima attrice» dalla Fert. In quest'ultima casa, si legò professionalmente e sentimentalmente al regista Gennaro Righelli, uno dei più importanti dell'epoca, con lui nel 1921 ebbe un figlio Angelo Jacobini e nel 1925 si sposarono. Numerosi furono i film in cui venne diretta da Righelli, tra i titoli vi figurano Amore rosso (1921), Il viaggio (1921) e L'isola e il continente (1922).

## Fuori dall'Italia
Con la crisi produttiva dell'industria cinematografica italiana del primo dopoguerra, la Jacobini assieme al suo compagno si trasferirono in Germania nel 1923. A Berlino l'attrice romana fondò una propria casa di produzione, la Maria Jacobini-Film GmbH, che produsse un solo film dal titolo La Bohème, che venne rilevata qualche tempo dopo dalla Trianon-Film, per la quale lavorò.
Nel cinema tedesco riuscì ad ottenere un successo di pubblico e di critica eguale a quello avuto in patria. Tra le sue maggiori interpretazioni vi furono quelle in Alla deriva (1923), Oriente (1924), Una moglie e... due mariti (1924), Transatlantico (1925), L'avventuriera di Algeri (1927) e Villa Falconieri (1929).
In quegli anni la Jacobini girò anche qualche film in Italia, come La bocca chiusa (1925) e Beatrice Cenci (1926).
Nel 1929 girò in Francia il suo ultimo film muto della carriera, dal titolo Maman Colibri.

## Il periodo sonoro
Divenuta una delle dive più acclamate del periodo muto, successivamente con l'arrivo del sonoro, a differenza di altre colleghe che chiusero la loro attività, incapaci di adattarsi al nuovo cinema parlato, continuò a lavorare, ma passò a ruoli secondari o da «caratterista».
Tornata in Italia con Righelli all'inizio degli anni trenta, nei nuovi studi Cines girò il suo primo film sonoro, con il regista Amleto Palermi, dal titolo Perché no? (1930), con Livio Pavanelli  e Oreste Bilancia.
La sua ultima apparizione fu nel film La donna della montagna del 1944, un anno prima della sua morte avvenuta all'età di 52 anni.
È sepolta al cimitero del Verano a Roma nel mausoleo sede dell'Arciconfratenita del Preziosissimo Sangue di Gesù.

## L'insegnamento
Nel 1937 la direzione del Centro Sperimentale di Cinematografia le offrì la cattedra di docente di recitazione, dove si occupò della preparazione dei nuovi allievi sino al 1943. Tra le sue allieve ebbe le attrici Clara Calamai e Alida Valli.

## Filmografia parziale

Maria Jacobini insieme a Malcom Tod in un fotogramma del film Il carnevale di Venezia (1928).

- Beatrice Cenci, regia di Ugo Falena (1910)
- Amore di schiava, regia di Enrique Santos (1910)
- Amore di torero, regia di Enrique Santos (1910)
- Sperduta, regia di Enrique Santos (1910)
- Cesare Borgia, regia di Gerolamo Lo Savio (1912)
- Il giglio della palude, regia di Roberto Danesi (1912)
- Il ballo della morte, regia di Roberto Danesi (1912)
- La fuggitiva, regia di Roberto Danesi (1912)
- L'ultimo amplesso, regia di Pier Antonio Gariazzo (1912)
- Vampe di gelosia, regia di Roberto Danesi (1912)
- Follia, regia di Roberto Danesi (1913)
- Giovanna d'Arco, regia di Ubaldo Maria Del Colle (1913)
- Il cadavere vivente, regia di Oreste Mentasti e Nino Oxilia (1913)
- Il velo d'Iside, regia di Nino Oxilia (1913)
- In hoc signo vinces, regia di Oreste Mentasti e Nino Oxilia (1913)
- L'amicizia di Polo, regia di Gian Paolo Rosmino (1913)
- L'eredità di Gabriella, regia di Roberto Danesi (1913)
- La falsa strada, regia di Roberto Danesi (1913)
- Capricci di gran signore, regia di Umberto Paradisi (1914)
- L'esplosione del forte B.2, regia di Umberto Paradisi (1914)
- Ananke, regia di Nino Oxilia (1915)
- I cavalieri moderni, regia di Ivo Illuminati (1915)
- Sotto l'ala della morte, regia di Ivo Illuminati (1915)
- La corsara, regia di Maurizio Rava (1916)
- La maschera dell'amore, regia di Ivo Illuminati (1916)
- Resurrezione, regia di Mario Caserini (1917)
- Addio giovinezza!, regia di Augusto Genina (1918)
- L'onestà del peccato, regia di Augusto Genina (1918)
- La signora Arlecchino, regia di Mario Caserini (1918)
- Anima tormentata, regia di Mario Caserini (1919)
- La regina del carbone, regia di Gennaro Righelli e Luciano Doria (1919)
- La casa di vetro, regia di Gennaro Righelli (1920)
- La vergine folle, regia di Gennaro Righelli (1920)
- Amore rosso, regia di Gennaro Righelli (1921)
- Il viaggio, regia di Gennaro Righelli (1921)
- Il richiamo, regia di Gennaro Righelli (1921)
- La preda, regia di Guglielmo Zorzi (1921)
- L'incognita, regia di Gennaro Righelli (1922)
- La casa sotto la neve, regia di Gennaro Righelli (1922)
- La Bohème (Bohème - Künstlerliebe), regia di Gennaro Righelli (1923)
- Steuerlos, regia di Gennaro Righelli (1924)
- Oriente (Orient), regia di Gennaro Righelli (1924)
- Una moglie e... due mariti (Die Puppenkönigin), regia di Gennaro Righelli (1924)
- Transatlantico  (Der Bastard), regia di Gennaro Righelli (1925)
- Beatrice Cenci , regia di Baldassarre Negroni (1926)
- Amore contrastato (Unfug der Liebe), regia di Robert Wiene (1928)
- Il carnevale di Venezia , regia di Mario Almirante (1928)
- L'avventuriera di Algeri (Die Frauengasse von Algier), regia di Wolfgang Hoffmann-Harnisch (1928)
- La fortezza di Ivangorod (Fünf bange Tage), regia di Gennaro Righelli (1928)
- Vera Mirzewa o l'ultimo convegno (Der Fall des Staatsanwalts M...), regia di Rudolf Meinert e Giulio Antamoro (1928)
- Villa Falconieri (Villa Falconieri), regia di Richard Oswald (1928)
- Il cadavere vivente (Živoj trup), regia di Fëdor Ozep (1929)
- Maman Colibri, regia di Julien Duvivier (1929)
- Perché no?,  regia di Amleto Palermi (1930)
- La scala, regia di Gennaro Righelli (1931)
- Stella del cinema, regia di Mario Almirante (1931)
- Patatrac, regia di Gennaro Righelli (1931)
- Paraninfo , regia di Amleto Palermi (1934)
- Gli uomini non sono ingrati, regia di Guido Brignone (1937)
- Chi è più felice di me!, regia di Guido Brignone (1938)
- Giuseppe Verdi, regia di Carmine Gallone (1938)
- Le educande di Saint-Cyr, regia di Gennaro Righelli (1939)
- Melodie eterne, regia di Carmine Gallone (1940)
- Cento lettere d'amore, regia di Max Neufeld (1940)
- L'attore scomparso, regia di Luigi Zampa (1941)
- La signorina, regia di László Kish (1942)
- Via delle Cinque Lune, regia di Luigi Chiarini (1942)
- Signorinette, regia di Luigi Zampa (1942)
- La danza del fuoco, regia di Giorgio Simonelli (1943)
- Tempesta sul golfo, regia di Gennaro Righelli (1943)
- La donna della montagna, regia di Renato Castellani (1943)